# Vanessa Guzmán
Vanessa Guzmán  (Mexikóváros, Mexikó, 1976. április 19. –) mexikói színésznő és egykori szépségkirálynő.

## Élete és pályafutása
1976. április 19-én született Mexikóvárosban. 
1995-ben megnyerte a Miss Mexikó szépségversenyt. Első szerepét 1998-ban játszotta a Camila című sorozatban. 2000-ben Sabinát alakította a Sebzett szívek című telenovellában. 2009-ben Ana Castro szerepét játszotta az Atrévete a soñarban.

## Filmográfia

### Telenovellák
- Derült égből apa (Soltero con hijas) (2019-2020) .... Victoria Robles Navarro
- Infames (2012) .... Ana Leguina / Ana Preciado
- Atrévete a soñar (2009-2010) .... Ana Castro de Peralta
- Alborada (2005-2006) .... Perla
- Amar otra vez (2003-2004) .... Verónica Santillán Vidal
- Entre el amor y el odio (2002) .... Juliana Valencia Montes
- Aventuras en el tiempo (2001) .... Faby Wolf
- Carita de ángel (2000-2001) .... Gilda Esparza
- Amigos X Siempre (2000) .... Barbie
- Sebzett szívek (Siempre te amaré) (2000) .... Sabina Castellanos Grajales de Reyes
- Tres mujeres (1999-2000) .... Carolina Fontaner
- Camilla (Camila) (1998-1999) .... Fabiola

### Sorozatok
- Amor mío (2006-2007).... Abril Parra Ibáñez / Abril Juárez Casariego

### Filmek
- 16 en la lista (1998) .... Denisse